# Cantone di Albert
Il Cantone di Albert è una divisione amministrativa degli arrondissement di Amiens e di Péronne.
A seguito della riforma complessiva dei cantoni del 2014 è passato da 26 a 67 comuni.

## Composizione
Prima della riforma del 2014 comprendeva i comuni di:
- Albert
- Auchonvillers
- Authuille
- Aveluy
- Bazentin
- Beaucourt-sur-l'Ancre
- Beaumont-Hamel
- Bécordel-Bécourt
- Bouzincourt
- Buire-sur-l'Ancre
- Contalmaison
- Courcelette
- Dernancourt
- Fricourt
- Grandcourt
- Irles
- Laviéville
- Mametz
- Méaulte
- Mesnil-Martinsart
- Millencourt
- Miraumont
- Ovillers-la-Boisselle
- Pozières
- Pys
- Thiepval

Dal 2015 comprende i comuni di:
- Acheux-en-Amiénois
- Albert
- Arquèves
- Auchonvillers
- Authie
- Authuille
- Aveluy
- Bayencourt
- Bazentin
- Beaucourt-sur-l'Ancre
- Beaumont-Hamel
- Bécordel-Bécourt
- Bertrancourt
- Bouzincourt
- Bray-sur-Somme
- Buire-sur-l'Ancre
- Bus-lès-Artois
- Cappy
- Carnoy
- Chuignolles
- Coigneux
- Colincamps
- Contalmaison
- Courcelette
- Courcelles-au-Bois
- Curlu
- Dernancourt
- Éclusier-Vaux
- Englebelmer
- Étinehem
- Forceville
- Fricourt
- Frise
- Grandcourt
- Harponville
- Hédauville
- Hérissart
- Irles
- Laviéville
- Léalvillers
- Louvencourt
- Mailly-Maillet
- Mametz
- Maricourt
- Marieux
- Méaulte
- Méricourt-sur-Somme
- Mesnil-Martinsart
- Millencourt
- Miraumont
- Montauban-de-Picardie
- Morlancourt
- La Neuville-lès-Bray
- Ovillers-la-Boisselle
- Pozières
- Puchevillers
- Pys
- Raincheval
- Saint-Léger-lès-Authie
- Senlis-le-Sec
- Suzanne
- Thiepval
- Thièvres
- Toutencourt
- Varennes
- Vauchelles-lès-Authie
- Ville-sur-Ancre